# Hygromycin B
Hygromycin B ist ein antibiotisch wirksamer Stoff, der von Bakterien der Art Streptomyces hygroscopicus gebildet wird. Es handelt sich um ein Aminoglycosid, welches gegen Bakterien, Pilze und Zellen höherer Eukaryoten wirksam ist. Die Wirkung beruht auf einer Hemmung der Proteinbiosynthese.

## Geschichte
Hygromycin B wurde in den 1950er-Jahren entwickelt und fand seitdem Anwendung als Futterzusatz bei der Zucht von Schweinen und Hühnern als Antiwurmmittel. In der EU ist Hygromycin B nicht als Futtermittelzusatz zugelassen.
Die Hygromycin B produzierende Bakterienart Streptomyces hygroscopicus wurde 1953 aus einer Bodenprobe isoliert. Resistenzgene wurden in den frühen 80er-Jahren entdeckt.

## Verwendung in der Forschung
Im Laboralltag findet das Antibiotikum Anwendung bei der Selektion prokaryotischer und eukaryotischer Zellen mit Hygromycin-Resistenzgen. Die Resistenz wird von einer Kinase vermittelt welche Hygromycin B durch Phosphorylierung inaktiviert.
Seit der Entdeckung des Hygromycin-Resistenz-Gens wird Hygromycin B als eines der Standard-Antibiotika zur Selektion verwendet.